# 塔利基夫卡
50°29′29″N 27°45′43″E / 50.49139°N 27.76194°E
塔利基夫卡（烏克蘭語：Тальківка），是烏克蘭北部的村莊，隸屬日托米爾州的茲維亞赫爾區。該村始建於1959年，面積0.63平方公里，海拔高度204米，2001年人口66，人口密度每平方公里105.43人。